# Magyar Rádió
Magyar Rádió est l'entreprise de radiodiffusion publique hongroise. Elle fait partie de l'Union européenne de radio-télévision depuis le 1er janvier 1993.

## Composition
Magyar Rádió est composé de 7 radios ayant des thèmes différents pour chacune :
- MR1-Kossuth Rádió (Diffuse des informations, interviews, ..)
- MR2-Petőfi Rádió (Dédiée à la Jeune génération: Musique Pop, ..)
- MR3-Bartók Rádió (Musique classique)
- MR4 (Diffuse des programmes dans les langues minoritaires nationales de Hongrie)
- MR5 (Programmes parlementaires)
- MR6 (Programmes régionaux)
- MR7 (Musique folklorique; Diffusée uniquement sur le web)

## Histoire
La station est créée en 1925. Elle a abandonné la diffusion en langues étrangères le 30 juin 2007 en conservant des émissions en hongrois. Les émissions en français avaient été supprimées le 31 mai 2007.